# Politique en république du Congo
La république du Congo est une république multipartite à régime présidentiel, où le président est à la fois chef de l’État et chef du gouvernement. Le pouvoir exécutif est aux mains du gouvernement tandis que le pouvoir législatif est partagé entre le gouvernement et les deux chambres du Parlement : l'Assemblée nationale et le Sénat. De 1970 à 1992, le pays, appelé officiellement la république populaire du Congo, était gouverné selon un système de parti unique. Après l'adoption d'une nouvelle constitution en 1992 et jusqu'à la guerre civile de 1997, le système gouvernemental du pays était similaire au système français. Ayant pris le pouvoir, Denis Sassou-Nguesso suspendit la constitution de 1992. La constitution, adoptée par référendum en 2002, retourne à un régime présidentiel, avec un mandat de sept ans pour le chef de l'État et un parlement bicaméral. La constitution, adoptée par référendum en 2015, retourne à un régime présidentiel, avec un mandat de cinq ans pour le chef de l'État.

## Pouvoir exécutif
| Fonction                   | Nom                      | Parti | Depuis                                      |
| -------------------------- | ------------------------ | ----- | ------------------------------------------- |
| Président de la République | Denis Sassou-Nguesso     | PCT   | 25 octobre 1997 (27 ans, 5 mois et 6 jours) |
| Premier ministre           | Anatole Collinet Makosso | PCT   | 12 mai 2021 (3 ans, 10 mois et 19 jours)    |

L'actuel titulaire de la fonction de Premier ministre est Anatole Collinet Makosso (PCT), en poste depuis le 12 mai 2021.

## Pouvoir législatif
Le Parlement est doté de deux chambres, l’Assemblée nationale et le Sénat. La première compte 139 membres élus pour cinq ans dans des circonscriptions à siège unique, le second compte 66 membres élus pour six ans par les conseils de district, locaux et régionaux. Le Parti congolais du travail est largement majoritaire. Les partis d’opposition sont autorisés, mais il est admis qu’ils n’ont guère de chance d’accéder au pouvoir.